# Jarina Corona
Jarina Corona est une corona, formation géologique en forme de couronne, située sur la planète Vénus par 13° N et 165° E. Elle est localisée dans le quadrangle de Rusalka Planitia. Elle a été nommée en référence à Jarina, déesse brésilienne de la Terre, des arbres et de la joie. 

## Géographie et géologie
Jarina Corona couvre une surface circulaire d'environ 250 km de diamètre. 